# 부차트 가든

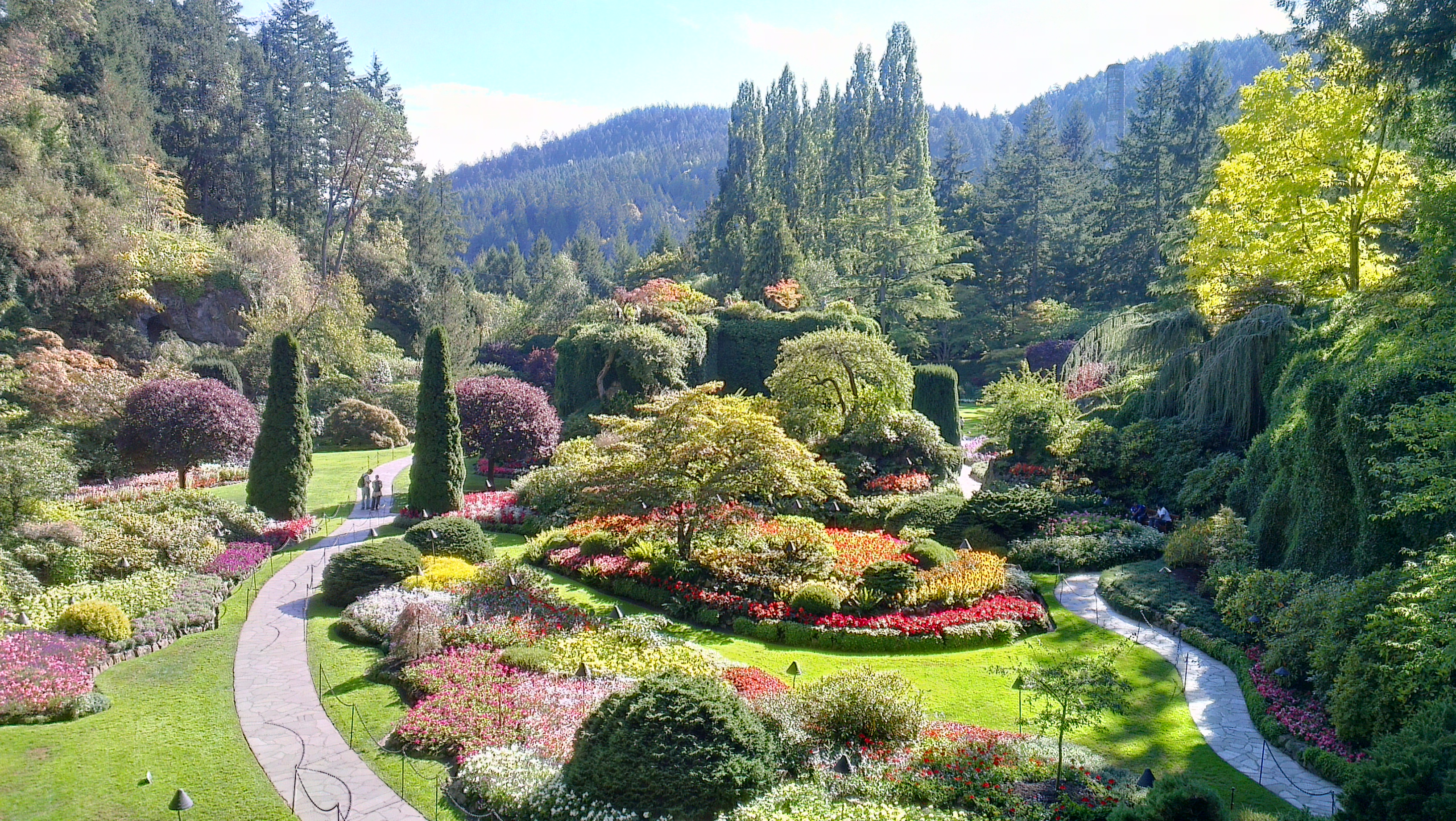
선큰 가든

부차트 가든(Butchart Gardens)은 캐나다 빅토리아로부터 약 20㎞ 떨어진 토드만에 위치한 정원으로 본래는 석회석 채석장이었다. 채석으로 인해 황폐해져버렸던 이곳을 부차트 부부가 1900년대 초에 개조, 오늘날 빅토리아 뿐만 아니라 세계적으로도 이름난 아름다운 정원을 만들어 놓았다. 총 면적이 50에이커에 달하는 부차트 가든은 5∼9월 사이에는 화려한 불꽃놀이를 비롯해서 뮤지컬, 인형극 등 흥미로운 행사가 펼쳐진다. 캐나다 국립 사적지로 지정되었다.